# André Laignel
André Laignel, né le 4 décembre 1942 à Paris (14e), est un homme politique français.
Membre du Parti socialiste, il est maire d'Issoudun, premier vice-président délégué de l'Association des maires de France (AMF) et président du Comité des finances locales (CFL).

## Biographie
Il naît le 4 décembre 1942 d'un père balayeur et d'une mère cartonnière. A l'âge de 14 ans, il arrête l'école et fait des petits métiers entrecoupés de périodes de chômage. Il travaille notamment comme manutentionnaire au Comptoir national d'escompte de Paris. Il est licencié pour avoir distribué des tracts de la CGT et du Parti communiste, dont il sera adhérent jusqu'à 21 ans. Appuyé par une amie « intellectuelle », qui elle a eu son bac, et encouragé par l'exemple du philosophe Gaston Bachelard devenu docteur d'État à vingt-sept ans sans avoir été bachelier, il passe une capacité en droit pendant son service militaire. Le niveau élevé des résultats qu'il obtient lui permet de s'inscrire en faculté sans avoir son baccalauréat. Il étudie tout en travaillant, puis devient assistant à la faculté Paris-I. Il y obtient un doctorat en droit,,. Il est également diplômé de science politique et enseigne les sciences économiques à l'université Paris I jusqu'en 1981,.

### Politique locale (depuis 1968)
En 1968, adhérent au PS, il vient de l'Indre aider Charles Hernu qui brigue la circonscription de Châteauroux, sans y parvenir. Mais, à cette occasion, André Laignel décide de s'implanter à Issoudun. Il échoue dans un premier temps aux cantonales puis aux municipales. Il persévère, et remporte le canton d'Issoudun-Sud en 1976, où il est élu conseiller départemental, une fonction qu'il conserve jusqu'en 2004, et il devient maire d'Issoudun en 1977,,. En 1994, il devient président de la communauté de communes du Pays d'Issoudun (CCPI) nouvellement créée.
De 1979 à 1985, il préside le conseil général de l'Indre. Il est alors le plus jeune président de conseil général de France.
De 2001 à 2012, il est secrétaire général de l'Association des maires de France (AMF), et, en 2012, devient membre du comité des finances locales.
En 2004, il brigue la présidence de l'AMF : alors que la carte politique des maires de France est traditionnellement ancrée à droite, il réussit à provoquer un second tour de scrutin, en raison notamment de la défiance de nombreux élus locaux face à la décentralisation menée par le Premier ministre Jean-Pierre Raffarin. En 2008, il est le seul candidat en lice contre le président sortant Jacques Pélissard. Il réalise le meilleur score d'un candidat de gauche à cette élection avec 42,69 % des bulletins exprimés. En 2012, il devient premier vice-président exécutif de l'Association des maires de France (AMF), poste nouvellement doté de pouvoirs élargis afin d'assurer au mieux la codirection paritaire de l'association.
Il préside également l’Observatoire des finances et de la gestion publique locales, installé le 18 octobre 2016 par le ministre chargé des collectivités territoriales et le secrétaire d’État chargé du budget en remplacement de l'Observatoire des finances locales. Il est donc le signataire du rapport annuel sur l'état des finances des collectivités locales.
Il est réélu à ce poste le 5 septembre 2017, à l'unanimité des voix des membres du CFL.
Il est chargé en 2012 d'une mission sur la coopération internationale, destinée entre autres à proposer des actions visant à renforcer la coopération décentralisée par le quai d'Orsay.
Aux élections municipales de 2014, il est réélu au 1er tour avec 67,73 % des suffrages, le plus haut score qu'il ait jamais réalisé depuis son élection à la fonction de premier magistrat de la ville.
Le 14 février 2020, il annonce se présenter à nouveau aux élections municipales des 15 et 22 mars, concluant sa conférence de presse par une référence à la Saint-Valentin : « C’est une déclaration d’amour à Issoudun, cette ville qui m’a tant donné, cette ville que j’aime, que je fais en ce 14 février. »,
Le 15 mars 2020, la liste qu'il conduit l'emporte au premier tour des élections municipales avec 74,60 % des suffrages exprimés, lui octroyant 30 sièges sur 33 au conseil municipal.

### Député à l'Assemblée nationale (1981-1988)
Il est député de l'Indre et trésorier du PS de 1981 à 1988.
Lors du débat sur les nationalisations, il fait partie de ceux qui défendent la thèse maximaliste, c'est-à-dire une nationalisation à 100%, aux côtés de Pierre Joxe, des mitterrandiens, et des élus du CERS, tandis que les rocardiens plaident pour de simples prises de participations majoritaires (51 % du capital). Le projet du gouvernement sur les nationalisations est amendé par l'opposition, et les débats à l'Assemblée nationale sont durs et longs (118 heures de débat entre le 13 et le 26 octobre 1981). André Laignel s'y fait remarquer le 13 octobre en lançant à un opposant politique du RPR, Jean Foyer, une réponse qui fera date,,, : « vous avez juridiquement tort parce que vous êtes politiquement minoritaire », une déclaration que la droite érige en symbole d'un sectarisme et d'une intolérance des socialistes. Le 21 octobre, alors que Michel Berson accuse la droite de vouloir empêcher la nationalisation de Suez et Paribas pour préserver des intérêts personnels, André Laignel, en général « perturbateur attitré » du groupe socialiste, se réjouit de la diatribe anticapitaliste de son collègue et déclare à la presse : « La lutte des classes est enfin entrée au Palais-Bourbon »,.
D'une manière générale, Le Monde décrit André Laignel comme un gardien de « l'orthodoxie socialiste », qui veille à ce que son groupe ne « dérive » pas, et qui aide Pierre Joxe à « assurer la bonne marche d'un groupe socialiste parfois tenté par la dispersion ». André Laignel est « là pour transmettre les consignes, vérifier qu'elles sont correctement appliquées, donner le signal des huées et des applaudissements ». Ce rôle de « chien de garde » lui vaut quelques inimités et un surnom : « Joxe-terrier ».
En mai 1984, il critique le projet de loi Savary, lui reprochant notamment « de fournir à l'enseignement privé des moyens financiers qui font tant défaut à l'enseignement public ». Il estime que le projet doit être amélioré et appelle donc le gouvernement à accepter les amendements proposés par le parti socialiste sans en modifier le sens profond. André Laignel a en effet proposé le 22 mai 1984 des amendements au projet de loi. Ces amendements provoquent un fort débat, les partisans du privé y voyant une atteinte à la liberté d'enseigner. Notamment ces amendements prévoient que le financement par les communes des établissements privés soit conditionné à la titularisation de la moitié au moins de leurs enseignants.
D'après Le Monde, André Laignel s'oppose au projet de loi Savary car il considère que ce projet est inacceptable par la majorité des militants du parti socialiste, et que le gouvernement a eu le tort de rechercher un compromis seulement avec les défenseurs de l'enseignement catholique, délaissant sa majorité parlementaire, au risque d'une fracture politique. Lors du projet Savary, bien qu'André Laignel soit considéré comme un ardent défenseur de la laïcité,, son positionnement a donc consisté plus à protéger le parti socialiste qu'à un intérêt profond pour la laïcité. Le Monde note cependant que Laignel a toujours été ferme sur le sujet, promettant lors de son élection en 1977 à la mairie d'Issoudun de ne pas augmenter les dotations aux écoles privées, et tenant ensuite parole. De même, en 1983, mis sous pression par la cour régionale des comptes concernant le financement du privé, il déclare : « l'argent public doit aller à l'école publique ».
En août 1984, après l'abandon du projet de loi Savary, André Laignel relance le débat sur l'école privée lors d'une interview de presse, où il déclare qu'il se contentera de décrets pour actualiser la législation existante, et lors d'un passage à Antenne 2, où il affirme abandonner l'idée d'une titularisation des enseignants du privé. Il plaide en revanche pour que les collectivités locales puissent financer ou non les écoles privées, « selon leur conscience ».
En tant que directeur de campagne pour les élections législatives de 1986, il est l'instigateur de la campagne d'affichage « Au secours ! La droite revient. »

### Secrétaire d'État (1988-1993)
- Secrétaire d'État auprès du ministre des Affaires sociales et de l'Emploi, chargé de la Formation professionnelle, dans le premier gouvernement Michel Rocard (du 13 mai au 23 juin 1988)
- Secrétaire d'État auprès du ministre du Travail, de l'Emploi et de la Formation professionnelle, chargé de la Formation professionnelle, dans le deuxième gouvernement Michel Rocard (du 28 juin 1988 au 15 mai 1991)
- Secrétaire d'État auprès du ministre d'État, ministre de la Ville et de l'Aménagement du territoire, chargé de la Ville et de l'Aménagement du territoire, dans le gouvernement Édith Cresson (du 17 mai 1991 au 2 avril 1992)
- Secrétaire d'État auprès du Premier ministre, chargé de l'Aménagement du territoire, dans le gouvernement Pierre Bérégovoy (du 4 avril au 2 octobre 1992)
- Secrétaire d'État auprès du ministre de l'Industrie et du Commerce extérieur, chargé de l'Aménagement du territoire, dans le gouvernement Pierre Bérégovoy (du 2 octobre 1992 au 29 mars 1993)

### Carrière européenne (1994-2009)
Il est député européen de 1994 à 1999. Il est à nouveau député européen lorsque Marie-Noëlle Lienemann démissionne pour cumul des mandats le 28 mars 2001, étant le suivant sur la liste, mais démissionne lui-même quelques jours plus tard,,. Il est à nouveau élu aux élections européennes de 2004 en France, pour la circonscription Centre-Massif Central.
Il mène campagne avec Laurent Fabius pour le non au référendum interne du PS du 1er décembre 2004 sur le Traité établissant une constitution pour l'Europe.
En 2009, le Parti socialiste instaure une règle interne de non-cumul des mandats, qui réserve les candidatures aux personnes sans direction d'un exécutif local. Il choisit de rester maire d'Issoudun et renonce à mener la liste du PS dans la circonscription Centre-Massif Central.[réf. nécessaire]
Une biographie écrite par Jean Diharsce, intitulée André Laignel, un gavroche en politique est parue le 21 avril 2011 aux éditions de l'Aube.

### Au Parti socialiste
Il est membre de la Convention des institutions républicaines à partir de 1965. Il adhère au Parti socialiste (PS) au moment de sa fondation en 1969.
Il est secrétaire national à l'aménagement du territoire et à l'action locale avant 1981, puis Trésorier national du PS entre 1981 et 1988,.
Le 4 juin 2007, il fait partie des premiers signataires qui annoncent la création du rassemblement Gauche avenir. Il est aux côtés de personnalités du PS et du PC, ainsi que d'intellectuels et des associatifs. Le rassemblement a pour objectif une refondation des valeurs de gauche, avec un devoir d'énoncer « des valeurs claires et mobilisatrices ainsi que des objectifs simples »,. Il signe la tribune publiée dans Le Monde le 15 juin 2007. Il participe à l'organisation le 26 mars à l'assemblée nationale d'une séance de « désenvoûtement idéologique », Gauche avenir se donnant un axe anti-libéral remettant en cause l'idéologie dominante qui s'attaque à la place de l'État dans la régulation économique et sociale. Le débat porte notamment sur « l'identification des diverses formes de pression idéologique et de manipulation de l'opinion utilisées par la Droite et ses alliés économiques ».
Il soutient la candidature de Laurent Fabius lors de la primaire présidentielle socialiste de 2006, puis la motion de Martine Aubry lors du Congrès de Reims de 2008. Lors des « primaires citoyennes » de 2011, il apporte son appui à la candidature de Martine Aubry.
Il soutient Benoît Hamon au second tour de la primaire citoyenne de 2017.
Fin mars 2017, François Baroin se met en retrait de son poste de président de l'Association des maires de France afin de préserver la neutralité de la fonction et de se concentrer sur la campagne présidentielle, dans laquelle il soutient François Fillon ; André Laignel, vice-président délégué de l'AMF, assure l'intérim.
En avril 2022, il lance un « appel des élus locaux pour l'union de la gauche », signé par une cinquantaine de maires. Pour lui, « hors de l'union, il n'y a pas d'avenir pour la gauche. (...) Il est clair que si la gauche n'est pas unie, elle va à la défaite », rappelant que « sur le terrain, la gauche a su faire l'union et remporter de beaux succès ». Défenseur d'un rapprochement entre le PS, les Verts, les communistes et la France Insoumise, il avait rappelé que le programme commun avait essuyé le même genre de critiques en son temps.

## Décorations
- Chevalier de la Légion d'honneur, le 14 avril 2017[37].